# Episodi di Papà ha ragione (seconda stagione)
La seconda stagione della serie televisiva Papà ha ragione è andata in onda negli Stati Uniti dal 31 agosto 1955 al 30 maggio 1956 sulla CBS.
| nº | Titolo originale         | Prima TV USA      |
| -- | ------------------------ | ----------------- |
| 1  | Art of Salesmanship      | 31 agosto 1955    |
| 2  | Father's Private Life    | 7 settembre 1955  |
| 3  | Lessons in Civics        | 14 settembre 1955 |
| 4  | First Disillusionment    | 21 settembre 1955 |
| 5  | Woman in the House       | 28 settembre 1955 |
| 6  | New Girl at School       | 5 ottobre 1955    |
| 7  | Kathy Makes Magic        | 12 ottobre 1955   |
| 8  | Advantage to Betty       | 19 ottobre 1955   |
| 9  | The Big Test             | 26 ottobre 1955   |
| 10 | Father Is a Dope         | 2 novembre 1955   |
| 11 | The Spirit of Youth      | 9 novembre 1955   |
| 12 | Bud, the Ladykiller      | 16 novembre 1955  |
| 13 | Margaret's Premonition   | 30 novembre 1955  |
| 14 | Stage to Yuma            | 7 dicembre 1955   |
| 15 | Bad Influence            | 14 dicembre 1955  |
| 16 | Betty Hates Carter       | 28 dicembre 1955  |
| 17 | Jim, the Tyrant          | 4 gennaio 1956    |
| 18 | Betty's Brother          | 11 gennaio 1956   |
| 19 | Betty Earns a Formal     | 18 gennaio 1956   |
| 20 | The House Painter        | 25 gennaio 1956   |
| 21 | Bud, the Wallflower      | 1º febbraio 1956  |
| 22 | The Bus to Nowhere       | 8 febbraio 1956   |
| 23 | Kathy, the Indian Giver  | 15 febbraio 1956  |
| 24 | The Historical Andersons | 22 febbraio 1956  |
| 25 | The Grass Is Greener     | 29 febbraio 1956  |
| 26 | The Persistent Guest     | 7 marzo 1956      |
| 27 | Family Reunion           | 14 marzo 1956     |
| 28 | Family Dines Out         | 28 marzo 1956     |
| 29 | Bud, the Boxer           | 4 aprile 1956     |
| 30 | Betty, Girl Engineer     | 11 aprile 1956    |
| 31 | The Martins and the Coys | 18 aprile 1956    |
| 32 | Dilemma for Margaret     | 25 aprile 1956    |
| 33 | Hero Father              | 2 maggio 1956     |
| 34 | Father, the Naturalist   | 9 maggio 1956     |
| 35 | The Ten-Dollar Question  | 16 maggio 1956    |
| 36 | Adopted Daughter         | 23 maggio 1956    |
| 37 | Betty's Graduation       | 30 maggio 1956    |

## Art of Salesmanship
- Prima televisiva: 31 agosto 1955

### Trama
- Guest star: Ralph Dumke (Howard 'Mac' McGrath), Juney Ellis (donna)

## Father's Private Life
- Prima televisiva: 7 settembre 1955

### Trama
- Guest star: Tina Thompson (Patty)

## Lessons in Civics
- Prima televisiva: 14 settembre 1955

### Trama
- Guest star: James Todd (sindaco Mitchell), Ken Hardison (Billy Mitchell), Lane Bradford (F. W. Burns), Harold Miller (Councilman)

## First Disillusionment
- Prima televisiva: 21 settembre 1955

### Trama
- Guest star: Hal Taggart (Mr. Stagg), Peter Miles (Eddie Wardlow), Peter Heisser (Joe Phillips)

## Woman in the House
- Prima televisiva: 28 settembre 1955

### Trama
- Guest star: Harry Hickox (Virg. Carlson), Mary Webster (Jill Carlson)

## New Girl at School
- Prima televisiva: 5 ottobre 1955

### Trama
- Guest star: Sue George (April Adams), Richard Eyer (Grover Adams), Anne Barton (Teacher)

## Kathy Makes Magic
- Prima televisiva: 12 ottobre 1955

### Trama
- Guest star: Peter Heisser (Joe Phillips), Harry Antrim (dottor Conrad)

## Advantage to Betty
- Prima televisiva: 19 ottobre 1955

### Trama
- Guest star: Tamar Cooper (Eula Craig), Harry Cody (Coach Gabener), Charles Tannen (Hal Berdahl)

## The Big Test
- Prima televisiva: 26 ottobre 1955

### Trama
- Guest star: Billy Gray (Jake), Jack Harris (Mr. Glover)

## Father Is a Dope
- Prima televisiva: 2 novembre 1955

### Trama
- Guest star: Robert Foulk (Ed Davis), Harry Antrim (dottor Conrad), Herb Vigran (George)

## The Spirit of Youth
- Prima televisiva: 9 novembre 1955

### Trama
- Guest star: Steven Terrell (Bob), Kathryn Grant (Maxine)

## Bud, the Ladykiller
- Prima televisiva: 16 novembre 1955

### Trama
- Guest star: Susan Odin (Dora Fenway), Peter Heisser (Joe Phillips), Jimmy Bates (Claude Messner)

## Margaret's Premonition
- Prima televisiva: 30 novembre 1955

### Trama
- Guest star: Robert Foulk (Ed Davis), Vivi Janiss (Myrtle Davis)

## Stage to Yuma
- Prima televisiva: 7 dicembre 1955

### Trama
- Guest star: Robert Young (Tate Ibsen), Harry Hickox (Boggs), Sarah Selby (Miss Quimby), Robert Griffin (Watts), Rayford Barnes (Deuce), Ricky Vera (Porfio), Lester Matthews (maggiore Alden)

## Bad Influence
- Prima televisiva: 14 dicembre 1955

### Trama
- Guest star: Lee Erickson (Arty Merrill), Vivi Janiss (Myrtle Davis)

## Betty Hates Carter
- Prima televisiva: 28 dicembre 1955

### Trama
- Guest star: Robert Easton (Carter Mawson), Cynthia Chenault (Janie Little), Joseph Mell (Dave)

## Jim, the Tyrant
- Prima televisiva: 4 gennaio 1956

### Trama
- Guest star: Sarah Selby (Miss Thomas), Jimmy Bates (Kippy)

## Betty's Brother
- Prima televisiva: 11 gennaio 1956

### Trama
- Guest star: Sam Flint (Mr. Armstead), S. John Launer (Mr. Clark), Yvonne Fedderson (Dotty Snow)

## Betty Earns a Formal
- Prima televisiva: 18 gennaio 1956

### Trama
- Guest star: Grandon Rhodes (Mr. Fredericks), Claire Carleton (Hostess), Barbara Pepper (Shopper)

## The House Painter
- Prima televisiva: 25 gennaio 1956

### Trama
- Guest star: Parker Fennelly (Mr. Everett)

## Bud, the Wallflower
- Prima televisiva: 1º febbraio 1956

### Trama
- Guest star: Paul Wallace (Kippy), Jimmy Bates (Claude), Yvonne Fedderson (Dottie Snow), Gail Ganley (Mary), Anthony Sydes (Freddie Norton)

## The Bus to Nowhere
- Prima televisiva: 8 febbraio 1956

### Trama
- Guest star: John Qualen (vecchio), Yvonne Fedderson (Dotty), Kathleen Freeman (Fussy Woman), Pitt Herbert (agente di viaggio)

## Kathy, the Indian Giver
- Prima televisiva: 15 febbraio 1956

### Trama
- Guest star: Reba Waters (Susie), Jimmy Bates (Claude Messner), Lois January (Mrs. Martin)

## The Historical Andersons
- Prima televisiva: 22 febbraio 1956

### Trama
- Guest star: Claudia Bryar (Miss Woodruff), Don Bender (Orlo), Elizabeth Harrower (Librarian)

## The Grass Is Greener
- Prima televisiva: 29 febbraio 1956

### Trama
- Guest star: Frank Wilcox (Charlie), Paul Harvey (Gribble), Richard Norris (Anders)

## The Persistent Guest
- Prima televisiva: 7 marzo 1956

### Trama
- Guest star: Barry Truex (Fred Wyman), Ray Walker (Lou Miller), Virginia Christine (Grace Miller), Frank Bank (Ragazzo in Caffetteria con Bud)

## Family Reunion
- Prima televisiva: 14 marzo 1956

### Trama
- Guest star: Lillian Powell (Cousin Ione)

## Family Dines Out
- Prima televisiva: 28 marzo 1956

### Trama
- Guest star: Mary Hennessy (Eloise Sanford), John Dennis (Pete)

## Bud, the Boxer
- Prima televisiva: 4 aprile 1956

### Trama
- Guest star: Skip Torgerson (Eddie Jarvis), Joe Cranston (Bill Neuman)

## Betty, Girl Engineer
- Prima televisiva: 11 aprile 1956

### Trama
- Guest star: Roger Smith (Doyle Hobbs), Yvonne Fedderson (Dottie Snow), Jack Harris (Mr. Glover), Leon Tyler (Freddie Beacham)

## The Martins and the Coys
- Prima televisiva: 18 aprile 1956

### Trama
- Guest star: Don Garner (Bob Tyler), Tristram Coffin (Frank Tyler), Ann Doran (Dorothy Tyler)

## Dilemma for Margaret
- Prima televisiva: 25 aprile 1956

### Trama
- Guest star: Eilene Janssen (Evelyn), Barbara Woodell (Mrs. Tyler), Sam Flint (Mr. Armstead)

## Hero Father
- Prima televisiva: 2 maggio 1956

### Trama
- Guest star: Tommy Ivo (Sandy Bramer), Kenneth Tobey (Jack Bramer), Paul Wallace (Kippy Watkins), Duke Snider (Duke Snider), Sarah Selby (Miss Thomas)

## Father, the Naturalist
- Prima televisiva: 9 maggio 1956

### Trama
- Guest star: Ann Loos (Mrs. Davies)

## The Ten-Dollar Question
- Prima televisiva: 16 maggio 1956

### Trama
- Guest star: Frank Sully (cameriere), Wilson Wood (fattorino)

## Adopted Daughter
- Prima televisiva: 23 maggio 1956

### Trama
- Guest star: Tina Thompson (Patty Davis), Linda Lowell (Alicia May)

## Betty's Graduation
- Prima televisiva: 30 maggio 1956

### Trama
- Guest star: Sam Flint (Mr. Armstead), Eilene Janssen (Evelyn), Barbara Woodell (Mrs. Tyler)